# Наумов, Евгений Михайлович
Евге́ний Миха́йлович Нау́мов (род. 27 мая 1980, Берёзовый) — российский политический и государственный деятель. Глава муниципального образования город Краснодар с 9 ноября 2022 года.

## Биография
Евгений Наумов родился 27 мая 1980 года в посёлке Берёзовом города Краснодара. В 2002 году окончил Кубанский государственный технологический университет, автомобильно-дорожный факультет, по специальности инженер-менеджер. В 2013 году закончил юридический факультет Кубанского государственного университета.
С 2004 по 2007 год — главный специалист департамента финансов администрации города Краснодара.
С 2007 по 2009 год — заместитель начальника отдела инженерных коммуникаций и дорог департамента архитектуры и градостроительства администрации города Краснодара.
С 2010 по 2013 год — заместитель начальника управления по жилищным вопросам администрации города Краснодара.
С 2013 по 2014 год — начальник управления по жилищным вопросам администрации города Краснодара.
С марта 2015 года — заместитель директора, начальника отдела по работе с гражданами и организациями «Прикубанский» МКУ администрации города Краснодара «Краснодарский городской многофункциональный центр по предоставлению государственных и муниципальных услуг».
С декабря 2015 по 2017 — заместитель главы Краснодара.
С 2017 по года — первый заместитель генерального директора ФБУ «Государственный региональный центр стандартизации, метрологии и испытаний в Краснодарском крае».
С 2019 по 2020 год — первый заместитель министра труда и социального развития Краснодарского края.
В октябре 2020 года — первый заместитель главы Краснодара, ответственный за архитектуру и строительство.
С 21 октября 2021 года — вице-губернатор Краснодарского края.
С 9 ноября 2022 года — глава муниципального образования город Краснодар.
Член партии «Единая Россия» с 2006 года. 18 января 2023 года избран секретарём Краснодарского местного отделения партии.
Женат, воспитывает двоих сыновей.

## Награды
- Медали «За выдающийся вклад в развитие Кубани» I, II и III степени[8].
- Почётная грамота избирательной комиссии Краснодарского края[3].
- Знак «Почётный строитель России»[9]
- Благодарность Президента РФ за активное участие в восстановлении Крымского моста[10]

## Увлечения
Занимался греко-римской борьбой.